# ローズカフェ
『ローズカフェ』は、CBCラジオで毎週日曜日に放送されていたラジオ番組。2012年1月8日放送開始、2015年6月28日放送終了。

## 概要
三代目コロムビア・ローズが、日曜日の一日に優しいトークを届け、そして素敵な曲を流す“カフェスタイル”ラジオ番組。

## パーソナリティー
- 三代目コロムビアローズ（野村未奈）

## 放送期間・放送時間
- 2012年 1月8日〜2012年3月25日 ： 12:30〜12:45
- 2012年 4月1日〜2012年9月30日 ： 8:05〜8:20
- 2012年10月7日〜2013年3月31日 ： 12:30〜12:45
- 2013年 4月7日〜2015年6月28日 ： 22:40〜22:55